# Stadtbus Rheine
Der Stadtbus Rheine (Eigenschreibweise StadtBus Rheine mit Binnenmajuskel) wurde im Jahr 1997 gegründet und verbindet mittlerweile auf zwölf innerstädtischen StadtBus-Linien sowie zwei Gewerbegebiets-Linien den zentralen Umsteigepunkt Bustreff in der Innenstadt mit den verschiedenen Stadtteilen. Der StadtBus Rheine ist dabei kein eigenständiges Unternehmen, sondern eine Produktbezeichnung für das innerstädtische Busangebot in Rheine. Alle Fahrten des StadtBus Rheine werden aktuell vom Unternehmen Rheiner Verkehrsbetriebe Mersch bedient. Am 4. Juli 2025 wurde offiziell bekanntgegeben, dass die Verkehrsleistungen des StadtBus Rheine ab dem 1. Januar 2026 von den Unternehmen Regionalverkehr Münsterland, EVGeuregio, Schäpers und Weilke übernommen werden.

## Geschichte

### Vorgeschichte
Am 15. November 1928 gründete Otto Dahms den Stadtomnibusverkehr in Rheine, angeboten wurden damals drei Linien:
1 Hörstelstraße – Markt – Dutum
2 Gellendorf – Markt – Bentlage (Saline)
3 Kümpersdorf – Markt – Waldhügel
Im Oktober 1934 übernahm der Kfz-Meister und Hauderer Josef Mersch den Stadtomnibusbetrieb der Firma Otto Dahms. Er übernahm nicht nur die vier Busse (3 Chevrolet, 1 Hansa-Lloyd), sondern auch die meisten Fahrer. Josef Mersch betrieb zu diesem Zeitpunkt eine Fahrrad- und Motorradwerkstatt an der Ibbenbürener Straße (heute Osnabrücker Straße).
In den Jahren vor dem Zweiten Weltkrieg war der Reisedienst zu einem weiteren Standbein der Firma Mersch. Mit seinen Bussen wurden vor allem Wallfahrten nach Telgte, Kevelaer, Neviges und in andere Wallfahrtsorte unternommen. Diese Fahrten leitete und fuhr meistens Josef Mersch selbst. Einen besonderen Aufschwung erlebte der Omnibusreiseverkehr im Jahr 1936 durch die Olympischen Spiele in Berlin. Viele Firmen fuhren mit Betriebsangehörigen dorthin.
Im Krieg konnte der Busverkehr nur noch eingeschränkt aufrechterhalten werden. Die einmarschierten Engländer nahmen einen der Busse mit, andere wurden zerstört, sodass die Firma nach dem Krieg wieder mit nur einem Bus anfangen musste.

### Linienverläufe vor 1997
Bereits Anfang der 1990er-Jahre wurde der Linienverkehr in Rheine unter dem Markennamen „Stadtbus Rheine“ vermarktet, wies jedoch noch keine Merkmale eines modernen Stadtbus-Systems wie ein Corporate-Design, attraktive Umsteigebeziehungen oder ähnliches auf. Es wurde Busverkehr auf fünf Linien, welche teils in verschiedensten Taktfolgen betrieben wurden, angeboten:
281 Elte – Gellendorf – Busbahnhof – Frankenburg
282 Dutum – Busbahnhof – Kümpersdorf
283 Waldhügel – Busbahnhof – Eschendorf
291 Gellendorf – Busbahnhof – Altenrheine
292 Marienkirche – Busbahnhof – Saline

### Die Gründung des StadtBus Rheine im Jahre 1997
Aufgrund des stetig ansteigenden Autoverkehrs im Stadtgebiet Rheine und der wachsenden Unzufriedenheit mit den langen Linienverläufen wurde in den 1990er-Jahren über ein modernes StadtBus-System für Rheine beraten. Die Rheiner Verkehrsgesellschaft war für die Linien und die Finanzierung des Omnibusunternehmens zuständig, welches die StadtBus-Linien betreiben sollte. Es entstand ein Liniennetz bestehend aus fünf StadtBus-Durchmesserlinien und fünf TaxiBus-Linien (welche nur nach telefonischer Vorbestellung verkehrten), welches für mindestens 80 Prozent der Bürger eine Haltestelle im nahen Umkreis garantierte. An vielen Punkten im Stadtgebiet wurden dabei Haltestellen aufgestellt, welche man ausschließlich mit einem extra eingerichtetem Anruf-Sammeltaxi erreichen konnte. Start des neuen Systems war im November 1997.

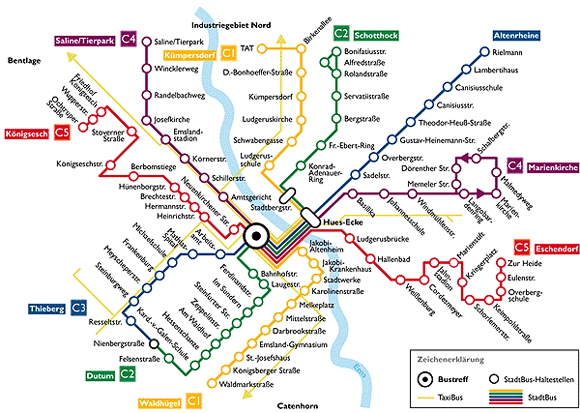
Das Liniennetz nach der Einführung des StadtBus Rheine im Jahre 1997

C1 Kümpersdorf – Bustreff – Waldhügel
C2 Schotthock – Bustreff – Dutum
C3 Altenrheine – Bustreff – Thieberg
C4 Marienkirche – Bustreff – Saline/Tierpark
C5 Eschendorf – Bustreff – Königsesch
T6 Bustreff – Catenhorn
T7 Bustreff – Wadelheim
T8 Bustreff – Kaserne / Kloster Bentlage
T9 Bustreff – Gewerbegebiet Nord
T10 Bustreff – Friedhof Eschendorf

### Vom TaxiBus zum StadtBus
Im Jahre 2004 wurde das Liniennetz in Rheine erstmals seit der StadtBus-Einführung grundlegend überarbeitet, wobei die als Übergangslösung dienenden TaxiBus-Linien wieder eingestellt wurden. Als Ausgleich wurde das Liniennetz der anmeldefreien StadtBus-Linien räumlich erweitert. Allein die nachfragestärkste TaxiBus-Linie T6 nach Catenhorn blieb davon vorerst unberührt, da das Nahverkehrskonzept für die Stadtteile im Südraum der Stadt Rheine, wozu auch Catenhorn gehört, zu diesem Zeitpunkt noch in Arbeit war. 2006 wurden die Linien 283 und 284 der WB Westfalen Bus GmbH, welche die Stadtteile Hauenhorst, Mesum und Elte als Ringlinien mit Rheine verbanden in den StadtBus Rheine integriert. Im Jahre 2007 waren alle Planungen und alle mit der Einführung einer Buslinie verbundenen Verhandlungen abgeschlossen und alle Genehmigungen erteilt, so dass die Linien 283 und 284 sowie die TaxiBus-Linie T6 zugunsten der zwei neuen StadtBus-Linien C 6 und C 7 eingestellt wurden. Aus Gründen der Übersichtlichkeit wurden die Linien seither nicht mehr als Durchmesser- sondern als Radiallinien ausgeführt.

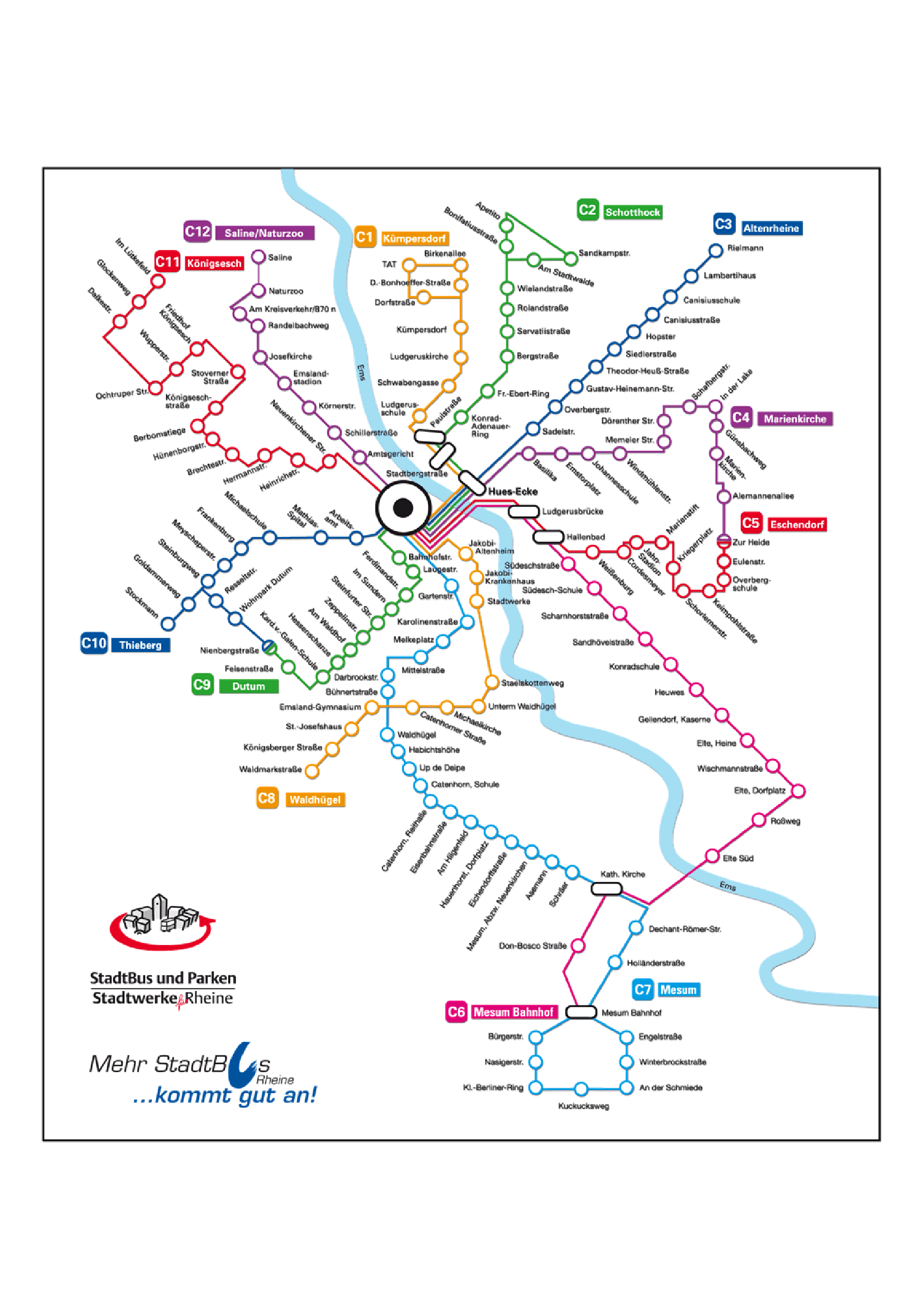
Liniennetz des StadtBus Rheine 2007

C1 Bustreff – Kümpersdorf
C2 Bustreff – Schotthock
C3 Bustreff – Altenrheine
C4 Bustreff – Marienkirche
C5 Bustreff – Eschendorf
T6 Bustreff – Catenhorn (bis 2007)
C6 Elte – Mesum Bahnhof (ab 2007)
C7 Hauenhorst – Mesum (ab 2007)
C8 Bustreff – Waldhügel
C9 Bustreff – Dutum
C10 Bustreff – Thieberg
C11 Bustreff – Königsesch
C12 Bustreff – Saline/Naturzoo
283 Bustreff – Elte – Mesum – Hauenhorst – Bustreff (bis 2007)
284 Bustreff – Hauenhorst – Mesum – Elte – Bustreff (bis 2007)

### SchulExpress-Linien
Zur Entlastung der StadtBus-Linien wurden 2007 fünf als SchulExpress bezeichnete Linien aus den Stadtteilen zu Schulen mit hohem Anteil an mit dem StadtBus fahrenden Schülern eingeführt um eine bessere Anbindung anbieten zu können und die regulären StadtBus-Linien zu entlasten.
267 Möllerhookstraße – Rodde – Gellendorf Kaserne – Overbergschule
268 Schotthock – Kümpersdorf – Overbergschule
269 Konradschule – Südeschschule – Tackesiedlung
286 Bustreff – Schulzentrum Dorenkamp
287 Mesum – Hauenhorst – Catenhorn – Schulzentrum Dorenkamp
Diese Linien wurden mit Ausnahme der Linie 269 zum Fahrplanwechsel im Jahre 2015 eingestellt. Als Ersatz für die weggefallenen Fahrten verkehren seitdem in die Stadtbuslinien integrierte Schul- und Einsatzwagen zusätzlich zu den regulären Linienfahrten.

### MorgenSprinter ab 2016
Seit dem StadtBus-Fahrplanwechsel im Jahre 2016 wird für Pendler, welche die ersten Züge in Richtung Münster oder Osnabrück am Morgen nehmen wollen, eine Frühverbindung unter dem Namen MorgenSprinter eingerichtet. Alle vier Linien haben je eine Fahrt pro Werktag aus den Stadtteilen zum Bustreff, der zentrale Umsteigepunkt in Bahnhofsnähe wird dabei um 5:55 erreicht. Am 4. Juli 2025 wurde bekanntgegeben, dass die MorgenSprinter-Linien ab dem 1. Januar 2026 aufgrund der dauerhaft niedrigen Fahrgastzahlen wieder eingestellt werden.
MS-A Altenrheine – Bustreff
MS-B Eschendorf – Bustreff
MS-C Dutum – Bustreff
MS-D Königsesch – Bustreff

### G-Linien ab 2020

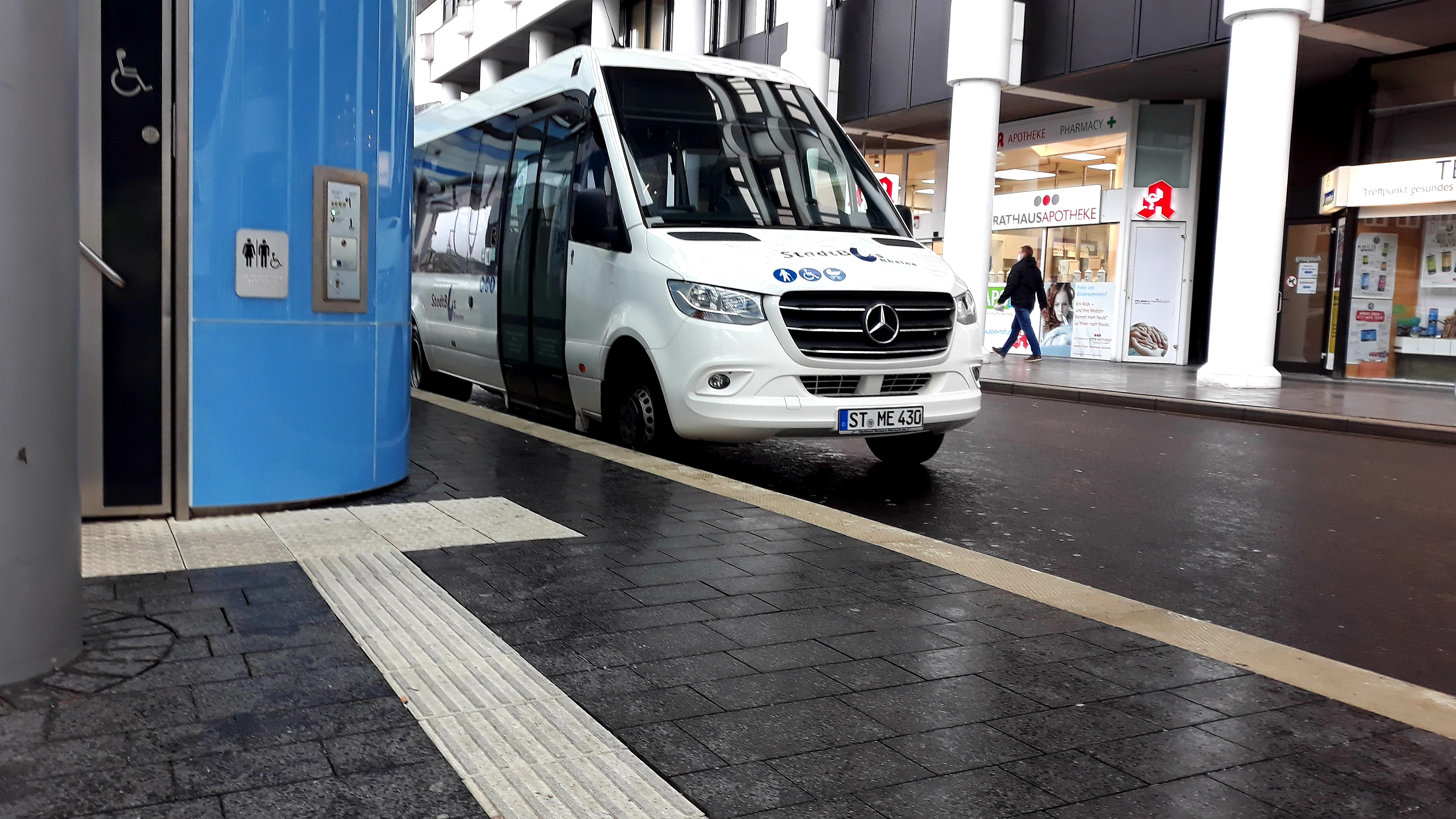
Sprinter City 75 am Bustreff

Am 1. August 2020 wurden die zwei G-Linien in das Gewerbegebiet Nord eingeführt, zunächst nur probeweise unter Beobachtung der Entwicklung der Fahrgastzahlen für ein Jahr. Beide Linien verkehren nur an Werktagen, seit 2024 sind beide Linien nur noch im Stundentakt unterwegs. Am 4. Juli 2025 wurde bekanntgegeben, dass die Linie G2 zum 1. Januar 2026 komplett eingestellt wird.
G1 Gewerbegebiet (GVZ)
G2 Gewerbegebiet (apetito)

## StadtBus-Linien heute
Während der Ladenöffnungszeiten (Montag bis Samstagnachmittag) wird auf allen zwölf StadtBus-Linien ein Halbstundentakt angeboten, in der übrigen Zeit werden die Linien nur stündlich bedient. Die Linie C7 nach Mesum wird dabei in den Hauptverkehrszeiten Montag bis Freitag von je einem Kurs stündlich ergänzt.
Ab dem Bustreff wird das Stadtgebiet mit den folgenden zwölf StadtBus-Radiallinien und den zwei Gewerbegebietslinien erschlossen:

### StadtBus-Linien
C1 Kümpersdorf
C2 Schotthock
C3 Altenrheine
C4 Marienkirche
C5 Eschendorf
C6 Elte – Mesum
C7 Hauenhorst – Mesum
C8 Waldhügel
C9 Dutum
C10 Wadelheim
C11 Königsesch
C12 Saline/Naturzoo

### Gewerbegebiets-Linien
G1 Gewerbegebiet (GVZ)
G2 Gewerbegebiet (apetito)

### MorgenSprinter
MS-A Altenrheine – Bustreff
MS-B Eschendorf – Bustreff
MS-C Dutum – Bustreff
MS-D Königsesch – Bustreff
Jeweils eine Fahrt von Montag bis Freitag aus den Stadtteilen zum Bustreff.

## Fahrzeuge
Alle Linien des StadtBus Rheine werden seit der Einführung im Jahre 1997 vom Rheiner Verkehrsbetrieb Mersch betrieben. In der Anfangszeit wurden die Linien mit aufgearbeiteten Bestandsfahrzeugen der Typen MAN SL202, MAN NL202 und MB O405 sowie zwei extra für den neuen StadtBus beschafften Fahrzeugen des Typs MB O405 N2 betrieben. Für die Durchführung des gesamten Stadtbus-Linienverkehrs ohne Berücksichtigung der nur bei Bedarf verkehrenden TaxiBusse wurden an Werktagen insgesamt 10 Omnibusse benötigt, welche laut Vergabevertrag im StadtBus-Corporate-Design ausgestattet waren und die damals neuartigen Ausstattungsmerkmale wie Digitale Innenanzeigen- und Ansagen, Teppichböden sowie Namensschilder an der Fahrerkabine besaßen.
Die TaxiBus-Linie T6 nach Catenhorn wurde seinerzeit von Taxi Grund mit Großraumtaxis bedient. Alle übrigen TaxiBus-Linien wurden von Mersch mit Kleinbussen der Typen Citroen Jumper und MB Sprinter 416 bedient.
Mit der Zeit wurde die Fahrzeugflotte stets auf dem neusten Stand gehalten, da die eingesetzten Fahrzeuge laut Vergabevertrag zum Einsatzzeitpunkt das Alter von zwölf Jahren nicht überschreiten dürfen. In den Jahren 1999/2002, 2004 sowie 2006 wurden daher je zwei Fahrzeuge des Typs A21 des Herstellers MAN beschafft. In den Folgejahren wurden nur noch Fahrzeuge des Herstellers Mercedes-Benz beschafft. Mittlerweile verkehrt auf dem Netz des StadtBus eine Einheitsflotte aus Fahrzeugen des Typs Mercedes-Benz Citaro C2, die letzte Serie dieser Fahrzeuge bestehend aus insgesamt acht Fahrzeugen mit Mild-Hybrid-Technologie wurde im Jahre 2021 in Dienst gestellt.
Aufgrund der geringen Nachfrage wurden für die G-Linien in das Gewerbegebiet Nord Anfang 2020 zwei Kleinbusse des Typs Sprinter City 75 vom Hersteller Mercedes-Benz gemietet, welche aufgrund der vorgeschriebenen Fahrzeugmerkmale laut Vergabevertrag ausschließlich auf diesen Linien verkehren dürfen. Für die Verstärkerkurse in den Hauptverkehrszeiten werden teilweise weitere StadtBus-Fahrzeuge genutzt, auf einigen der zusätzlichen Fahrten kommen jedoch aufgrund der hohen Nachfrage durch Schüler Gelenkbusse zum Einsatz, welche nur das Logo des StadtBus Rheine tragen und sich ansonsten in einem neutralen Design befinden.
Aktuell werden für die Durchführung des gesamten StadtBus-Linienverkehrs im 30-Minuten-Takt 14 Fahrzeuge benötigt, zwei zusätzliche kommen für die Linien G1 und G2 in das Gewerbegebiet Nord dazu.

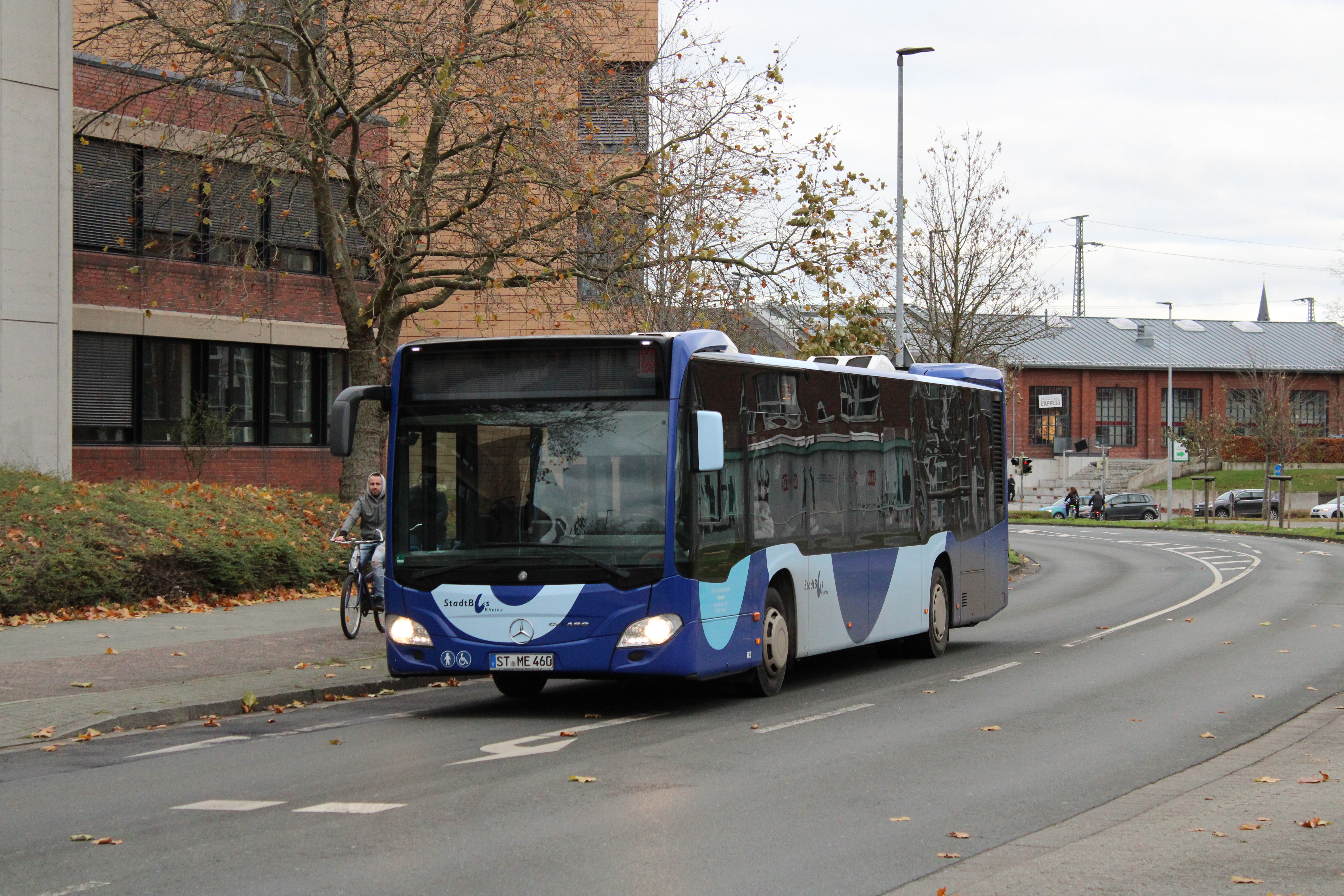
Ein bereits etwas älterer Citaro als Linie C10 nach Wadelheim.

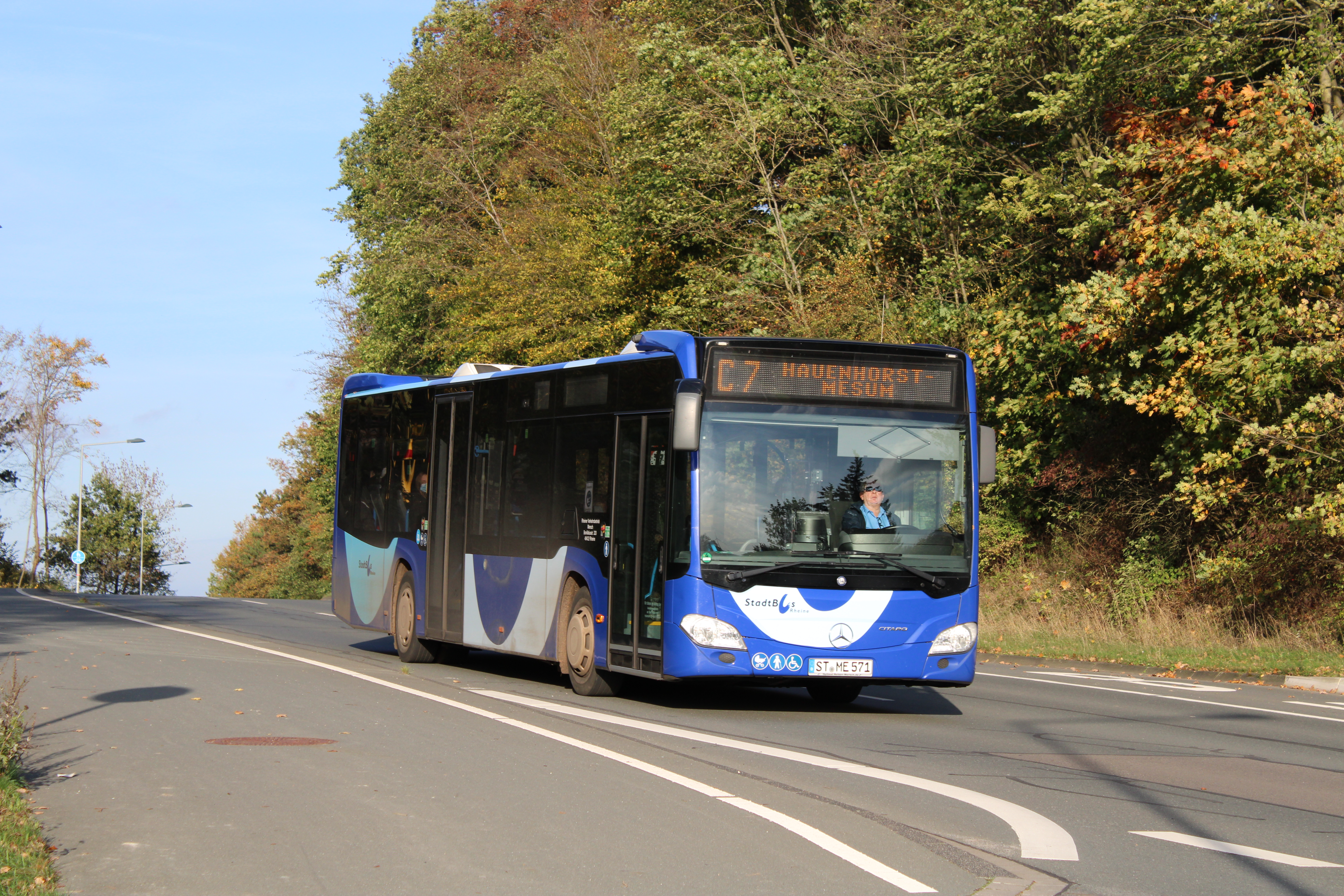
Ein Citaro auf der Linie C7 nach Mesum.

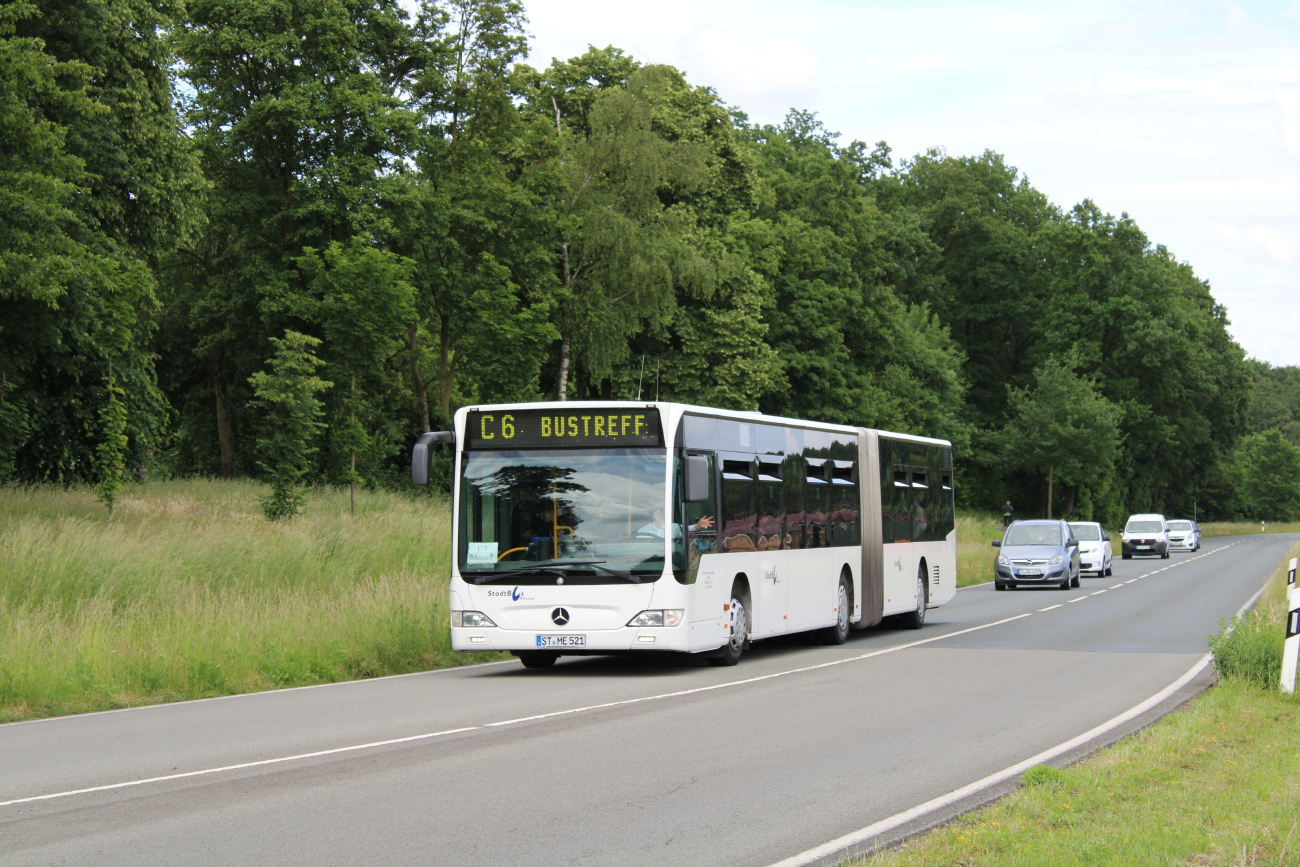
Ein Verstärker auf Linie C6 im Schülerverkehr.

## Der Bustreff
Der Bustreff ist das zentrale Element des StadtBus-Systems. Er befindet sich in der Mathiasstraße unmittelbar neben dem Rathaus und ist als Haltestelleninsel ausgeführt, wobei jede der beiden seitlichen Bordsteinkanten zwei Bussteige hat. Die Linien C1 bis C5 fahren den Bussteig A auf der östlichen Kante an während die Linien C7 bis C12 den Bussteig B auf der westlichen Kante anfahren. Bussteig C befindet sich ebenfalls an der westlichen Kante und wird von den Gewerbegebiets-Linien G1 und G2 sowie von den RegioBus-Linien R21 und 190 genutzt, Bussteig D befindet sich wiederum auf der östlichen Kante hinten und ist ausschließlich der StadtBus-Linie C6 vorbehalten.

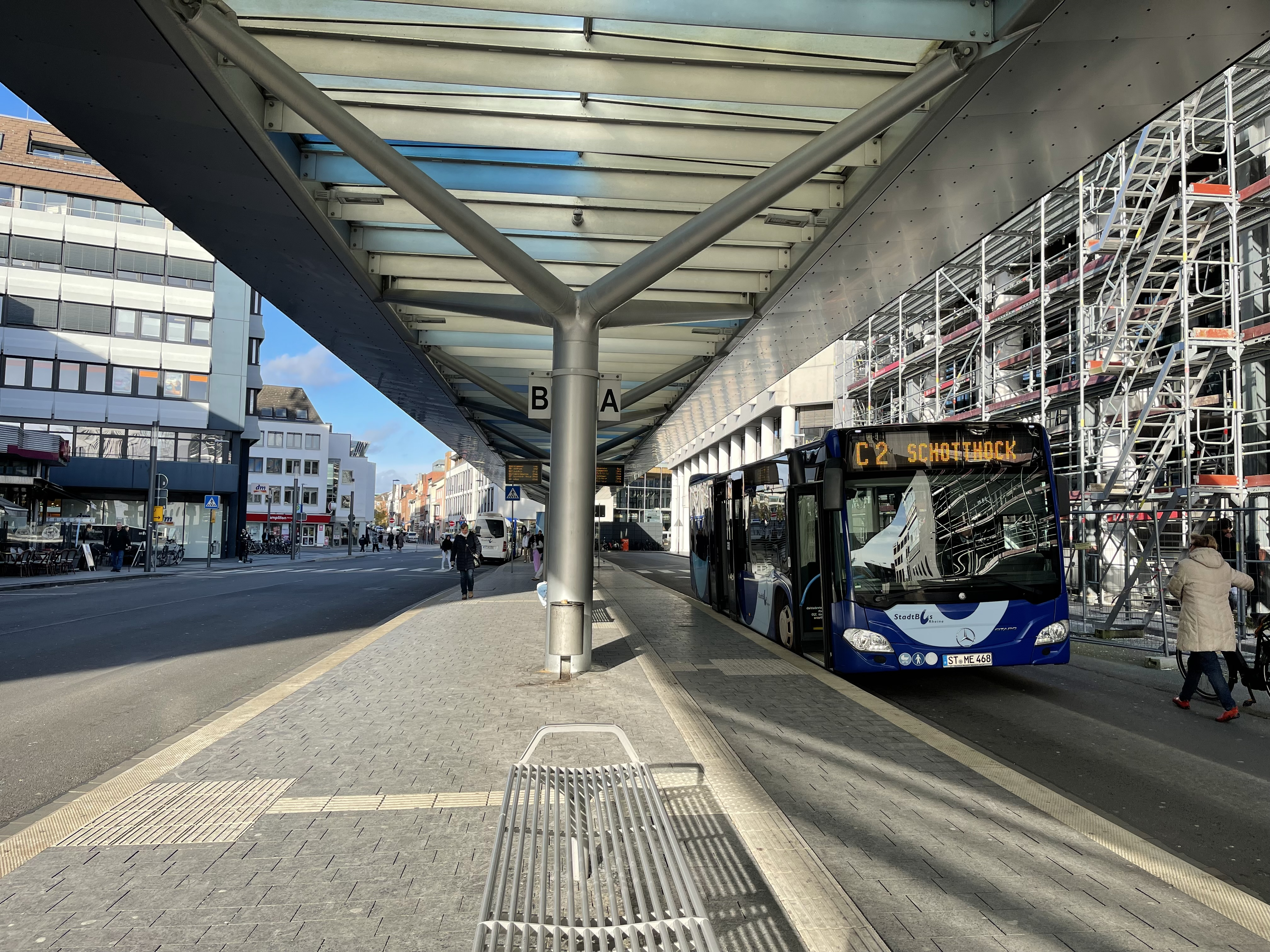
Der Bustreff in Rheine mit einem StadtBus der Linie C2 auf Bussteig A

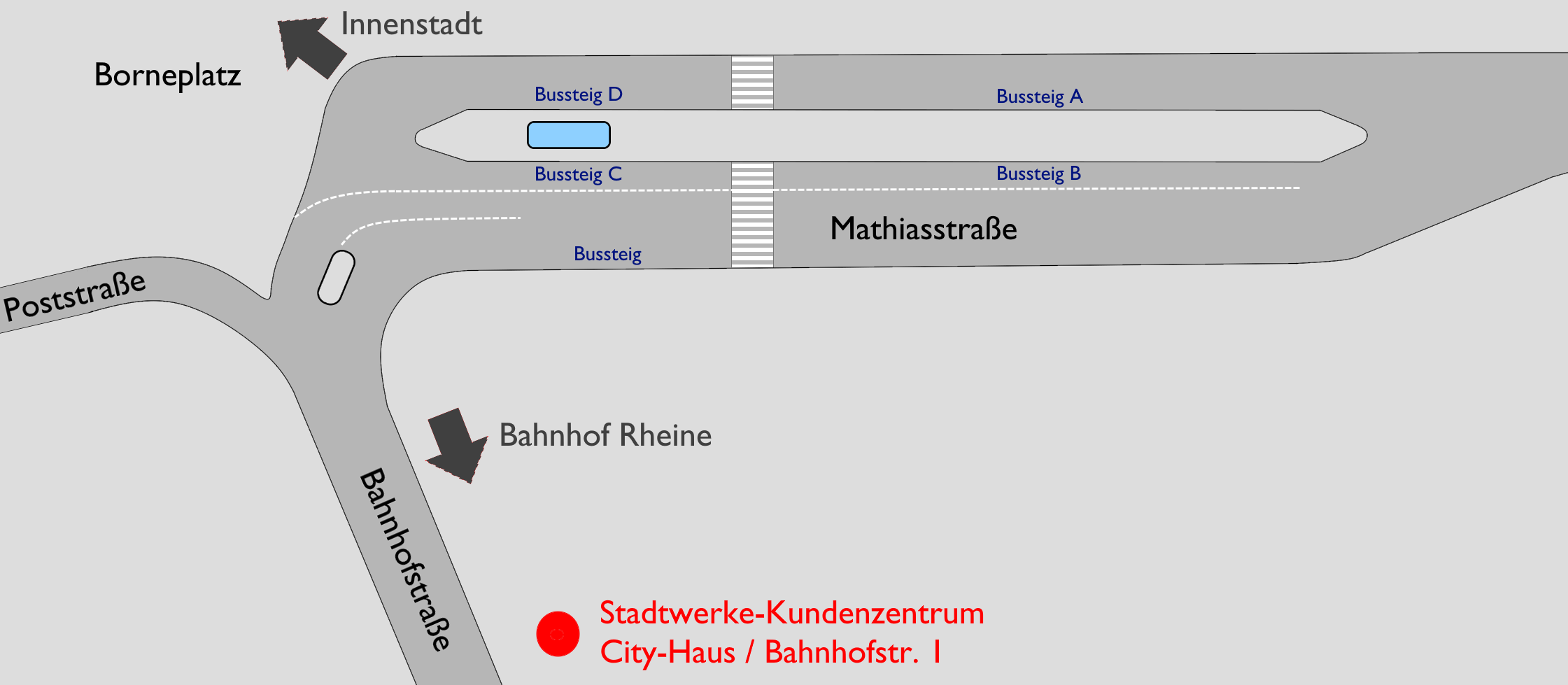
Übersichtskarte Rheine Bustreff

Der aktuelle Bustreff wurde im November 2017 zum 20-Jährigen StadtBus-Jubiläum eröffnet und ist mit zwei großen und vier kleinen digitalen Abfahrtsanzeigern und kostenlosem W-LAN ausgestattet. Am nördlichen Ende der Mittelinsel befindet sich ein Häuschen im Corporate-Design des StadtBus Rheine, welches eine öffentliche Toilette für Fahrgäste, eine Toilette für Fahr- und Betriebspersonal sowie einen Aufenthaltsraum für letzteres beinhaltet.
Von 1997 bis 2015 verließen alle StadtBus-Linien (und früher auch die TaxiBus-Linien) den Bustreff zu den Taktminuten ˋ15 und ˋ45, seit 2015 verlassen die Busse den Bustreff jedoch in zwei Zeitlich versetzten sowie jeweils halbstündlich verkehrenden Liniengruppen. Dies hat den Vorteil, dass viele Stadtteile oder Haltestellen durch Mehrfachbedienung im 15-Minuten-Takt angefahren werden. Des Weiteren hat sich die Verkehrssituation rund um den Bustreff seitdem verbessert, da nun nicht mehr alle Busse gleichzeitig aus dem Bustreff heraus sowie über den Stadtring fahren.
Die Linien C1, C4, C5, C6, C7, C9, C10 und C12 sind der sogenannten Hauptgruppe zugeordnet. Diese ist, wie der Name bereits vermuten lässt, die Gruppe, welcher die wichtigen und am stärksten frequentierten Linien zugeordnet sind. Die Hauptgruppe verlässt den Bustreff weiterhin je zu den Taktminuten ˋ15 und ˋ45.
Die Nebengruppe ist mit den Linien C2, C3, C8 und C11 deutlich kleiner als die Hauptgruppe und auch deutlich schwächer ausgelastet als diese. Die Nebengruppe verlässt den Bustreff je zu den Taktminuten ˋ00 und ˋ30. Die G-Linien in das Gewerbegebiet Nord sind ebenfalls in dieses System integriert worden. Beide Linien verlassen den Bustreff jeweils zur vollen Stunde.

## Tickets und Tarife
In den StadtBussen werden grundsätzlich alle gültigen Tickets des WestfalenTarifs und des NRW-Tarifs anerkannt. Alle Tickets des WestfalenTarifs können in den StadtBussen erworben werden.
Zusätzlich können im Kundenzentrum der Stadtwerke für Rheine sowie online die „Blaue“ sowie die „9-Uhr Blaue“ erworben werden, diese Abos berechtigen zur Nutzung aller Busse in Rheine, die 9-Uhr Blaue ist dabei jedoch unter der Woche erst ab 9 Uhr gültig.
Alle in den Tarifzonen „Rheine Mitte“ und „Rheine Süd“ gültigen Tickets werden durch die Anwendung des WestfalenTarifes auch in den Regionalbahnzügen der Linie RB 65 auf der Bahnstrecke Münster–Rheine zwischen den Stationen Rheine und Rheine-Mesum anerkannt.

## Regionale Buslinien in Rheine
Neben den Linien des StadtBus Rheine wird das Stadtgebiet von weiteren regionalen Buslinien mit dem Umland verbunden, diese verkehren teils nach einem festen Taktfahrplan, bei einigen Linien werden jedoch auch nur einzelne Fahrten (zum Teil nur im Schulverkehr) angeboten.
Linien mit Taktfahrplan:
R21 Rheine Bustreff – Bahnhof – Bevergern – Ibbenbüren Busbahnhof
R80 Rheine Bahnhof – Neuenkirchen – Wettringen – Burgsteinfurt Bahnhof
190 Rheine Bustreff – Bahnhof – Dreierwalde – Hopsten
Linien mit einzelnen Fahrten:
141 Rheine Bahnhof – Spelle – Lingen ZOB (Einzelne Fahrten bis nach Rheine)
153 Rheine Bahnhof – Salzbergen – Bad Bentheim Bahnhof (Mittags zwei Fahrten nach Bad Bentheim und eine Fahrt nach Rheine)
182 Rheine Bahnhof – Wettringen – Ochtrup – Gronau Bahnhof (Einzelne Fahrten in der HVZ)
184 Rheine – (Mesum) – St. Arnold – Wettringen – Burgsteinfurt Bahnhof (Einzelne Fahrten in der HVZ zur Schülerbeförderung)
192 Rheine Bustreff – Bahnhof – Hörstel – Uffeln (Einzelne Fahrten in der HVZ)
195 Rheine – Spelle – Freren – Fürstenau (Nur einzelne Fahrten bis nach Rheine)
844 St. Arnold, AJG – Hauenhorst – Catenhorn (Morgens eine Fahrt nach St. Arnold und Mittags zwei Fahrten nach Rheine im reinen Schülerverkehr)

## Sonderschaltung der Ampeln
Die Ampelschaltungen entlang der StadtBus-Strecken werden durch Sensoren beeinflusst. Erkennen diese einen Bus, so wird dieser den anderen Verkehrsteilnehmern vorgezogen.